# Usinage électrolytique
Pour un article plus général, voir Usinage.
 (septembre 2024).
L’usinage électrolytique est un procédé d'usinage qui consiste à compléter l’action abrasive d’une meule rendue conductrice, par une action de corrosion entre les deux électrodes d’un bain d’électrolyse.

## Principe

### Meulage électrolytique
La machine utilise un courant continu basse tension, alors qu’un liquide conducteur (électrolyte) circule entre la meule (cathode -) et la pièce à usiner (anode +), la matière est enlevée atome par atome.

### Usinage électrolytique
L'usinage électrolytique est pratiqué avec un générateur de courant continu très forte densité. Une électrode mobile, entraînée par un système d’avance automatique, est maintenue au-dessus de la pièce à usiner, la tout dans un bain d’électrolyte.

## Utilisation
Le meulage électrolytique est utilisé pour l’affûtage des outils de coupe en carbure : la meule diamantée est reliée au pôle négatif d’un courant continu, l’outil à affûter est relié au pôle positif. L’outil et la meule ne sont pas en contact et un électrolyte spécial est projeté entre eux. La meule élimine simplement la pellicule qui pourrait se former à la surface de l’outil.

## Avantages
- Usinage des endroits difficiles d’accès,
- usinage et ébavurage en une seule opération,
- pas de contraintes mécaniques ou thermiques,
- usinage de métaux durs et trempés,
- temps de travail court,
- Processus d’usinage contrôlé

## Sources et références
1. ↑  J. Pellissier et A. Hesse, « L'usinage électrolytique et ses applications », La Pratique des Industries Mécaniques, vol. 46, no 12,‎ 1er décembre 1963, p. 345–349 (ISSN 0399-1113 et 2777-3523, DOI 10.1051/mattech/196346120345, lire en ligne, consulté le 7 septembre 2023)